# 木島長右ェ門
木島 長右ェ門（きじま ちょううえもん、1932年（昭和7年）2月9日 - 2017年（平成29年）12月12日）は、日本の政治家。新潟県糸魚川市長（3期）。

## 経歴
新潟県糸魚川市出身。早稲田大学政経学部卒。糸魚川市議会議員を4期、同議長を務め、1985年糸魚川市長選挙に立候補し、初当選する。1989年と1993年の市長選はともに無投票で当選。市長を3期務め、1997年に退任した。
在任中の実績として、『フォッサマグナと地域開発構想』が挙げられる。この構想は、フォッサマグナやヒスイなどを糸魚川市特有の地域資源として、地域振興はもとより教育に活用することを目指すものである。この構想によって、まず1990年にフォッサマグナパークが造られた。ついで竹下登内閣が掲げた「ふるさと創生事業」による自治省の「地域づくり推進事業」と新潟県による「広域観光づくり事業」によって、1994年にフォッサマグナミュージアムが建設された。
2017年に死去した。

## 栄典
- 1991年 - 藍綬褒章
- 2002年 - 勲三等瑞宝章